# Clash Royale
Clash Royale is een tactisch en realtime-computerspel voor Android en iOS. Het werd in maart 2016 uitgebracht door de Finse computerspelontwikkelaar Supercell op basis van het freemium-model.

## Lancering
Het spel is qua stijl gebaseerd op "Clash of Clans", een andere bekende game van Supercell. In het spel zitten ook veel personages die ook in Clash of Clans voorkomen. Het spel werd eerst alleen gelanceerd in Canada, Hong Kong, Australië, Zweden, Noorwegen, Denemarken, IJsland, Finland, en Nieuw-Zeeland voor iOS platformen op 4 januari 2016. Het spel werd op 16 februari 2016 in diezelfde landen ook voor Android-gestuurde apparaten gelanceerd. Op 2 maart 2016 werd het wereldwijd gelanceerd voor zowel iOS als Android-apparaten.

## Gameplay
In Clash Royale nemen steeds twee spelers het tegen elkaar op (twee tegen twee vecht een team van twee spelers tegen een ander team van twee spelers) in verschillende arena's. Elke speler heeft drie torens in de arena, een koningstoren en twee prinsessentorens. Het doel is om binnen de tijd zoveel mogelijk torens van de tegenstander(s) te vernietigen door ze te beschadigen met behulp van kaarten. Ook moet de speler proberen te voorkomen dat zijn torens door de tegenstander vernietigd worden. Elke prinsessentoren van de tegenstander die vernietigd wordt levert één kroon op. Wanneer de koningstoren echter vernietigd wordt, wint de speler automatisch van de tegenstander en worden alle andere torens van de tegenstander in de arena vernietigd. Zo worden er drie kronen gewonnen. Bij het winnen van een gevecht wint de speler naast kronen ook goud, trofeeën en kisten. Door meer trofeeën te verdienen, kunnen er hogere arena's bereikt worden en nieuwe kaarten worden ontgrendeld.

### Uitdagingen
Verder bestaan er ook verschillende tijdelijke (en niet tijdelijke) uitdagingen die de gameplay op diverse manieren kunnen veranderen.

#### 2v2
2v2-spelmodus is een gamemodus waarbij een team van twee spelers de strijd aangaan met een ander team van twee. Deze modus is toegankelijk via de knop “Party” in het hoofdmenu. Deze modus kan ook gespeeld worden met een vriend, clangenoot of een willekeurige speler in het spel. Het beste deel van deze modus is dat deze alle basisbeloningen biedt, zonder het risico op verlies van trofeeën. Uitdagingen voor speciale evenementen en vriendschappelijke gevechten zijn beide in deze modus aanwezig.

#### Trainingskamp
Zoals de naam van de modus al aangeeft, kan de speler in het trainingskamp strijden tegen AI-gestuurde eenheden. Deze spelmodus dient ook als de belangrijkste tutorial voor nieuwe spelers in het spel, waarbij ze kennismaken met de mechanismen en regels in de arena.
Trainingskamp wordt niet beïnvloed door het trofeeënsysteem en brengt geen kistbeloningen met zich mee. Het trainingskamp is toegankelijk via de menuknop in de rechterbovenhoek van de hoofdmenu-interface, vlak bij de Gem-teller. Het level van de AI-gestuurde vijand is gebaseerd op het level van de tegenspeler, zijnde de speler. Trainingskamp biedt geen beloningen en beïnvloed uw trofeeën niet.

#### Vriendelijk gevecht
Net als het trainingskamp bieden vriendschappelijke gevechten geen beloningen en hebben ze geen invloed op de trofeeën van de speler. In deze modus kan hij vriendschappelijke gevechten aangaan tegen zijn clangenoten of zijn vrienden in de 'Vrienden'-lijst'. Deze modus maakt gebruik van de belangrijkste toernooiregels en limieten. Dit betekent dat alle kaartniveaus op elkaar zijn afgestemd om eerlijk spel te garanderen.

#### Heist
Heist is een spelmodus die exclusief is voor speciale evenementuitdagingen, privétoernooien, de partymodus en bepaalde Clan Wars Collection Day-seizoenen. Deze spelmodus is een eerbetoon aan de wereldwijde lancering van Brawl Stars. Deze modus plaatst een enkele toren in plaats van de Koningstoren. Spelers moeten de bovengenoemde toren vernietigen om de wedstrijd te winnen. De toren is een soort kluis met ongeveer 10 keer zoveel leven als een normale toren, maar kan niet terug schieten. 

#### Touchdown
De Touchdown-spelmodus is een andere exclusieve Special Event Challenge die ook verschijnt als een van de constant fluctuerende spelmodi onder Party. Deze spelmodus vervangt kroontorens door eindzones. Elk van de tegenstanders moet de eindzones bereiken om kronen te verdienen. Elk gevecht duurt drie minuten en degene die de meeste kronen heeft, wint. In geval van een gelijkspel worden er nog twee minuten extra voorzien om de gelijke stand te doorbreken.

#### Toernooi
Ten slotte hebben we het toernooi, deze vereist  XP-niveau 8 om deel te nemen. In deze modus kunnen spelers tegen elkaar strijden om kaarten en goud. Er zijn meerdere toernooien in Clash Royale. De eerste heet Victory Challenge en bevat Classic Challenge en Grand Challenge. Voor Victory Challenge geldt een toegangsprijs van tien edelstenen voor de Classic en honderd edelstenen voor Grand. Deze zijn niet bepaald populair en worden in werkelijkheid nauwelijks gebruikt.
Het tweede type toernooi is de Special Event Challenge. Deze uitdaging heeft speciale regels en is beperkt in de tijd. Dan is er nog het maandelijkse Global Tournament dat gebruik maakt van de regels voor speciale evenementenuitdagingen in plaats van de normale regels. Met Global Tournaments kunnen spelers overwinningen verzamelen in ruil voor eenmalige beloningen en Global Leaderboards-rangafhankelijke extra bonussen.

### Nieuwe ranked modus

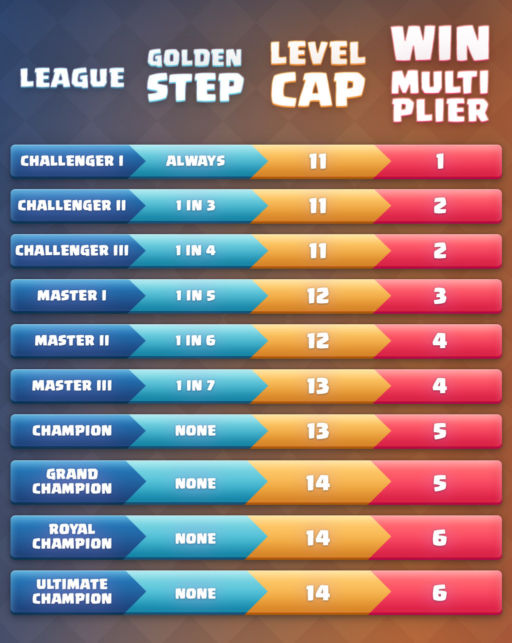

Sinds 26 oktober 2022 kan ook een nieuwe competitieve ranked modus worden gespeeld. Deze vervangt het oude League-systeem op Trophy Road en bestaat uit tien Leagues, waarbij de Hall of Fame in de laatste League de beste spelers ter wereld bevat. Deze tien leagues zijn opgedeeld in trappen. Wint iemand een gevecht, dan gaat hij een trap omhoog. Verliest hij een gevecht, dan gaat hij er één omlaag (een speler kan niet dalen bij leagues en zal blijven bij trap één, zelfs na te verliezen), om de drie keer winnen krijgt hij een gouden trap die niet kan breken door te verliezen. Ook kwamen er nieuwe arena's bij, waardoor spelers tot 8000 trofeeën kunnen gaan bij het trofeeënpad.

### Reis van de kobolden koningin
In juni 2024 kwam Supercell aan met een nieuwe update met zoals gebruikelijk kaartevoluties en andere spullen, zoals de reis van de kobolden koningin. In deze gamemodus is de koning veranderd in een koboldenkoningin en spelers moeten kobolden inzetten om haar bar te verhogen. Als die helemaal vol is, stuurt ze met haar volgende koboldenkaart allemaal minikobolden het veld in. Er zijn vier arena's voor deze gamemodus.

## Elixir en kaarten

### Elixir
Om kaarten te kunnen plaatsen, heeft men elixir nodig. Gedurende het gevecht wordt de voorraad elixir van de speler automatisch aangevuld in een vast tijdsinterval, tot tien elixir in totaal. De hoeveelheid elixir die de speler bezit, is te zien aan de elixirbalk onderaan het scherm. Tijdens de laatste 60 seconden van een gevecht – dat overigens drie minuten duurt – wordt elixir twee keer zo snel geproduceerd. Resulteert het gevecht na drie minuten in een gelijkspel, dan gaan de spelers in 'overtime'. Hier geldt dat de winnaar diegene is die als eerste een willekeurige toren weet te vernietigen. In de laatste minuut van de overtime-modus, wordt overgeschakeld naar driedubbele elixirproductie. Resulteert ook dit in een gelijkspel, dan is de winnaar de speler die de meeste schade heeft aangebracht op een van de drie vijandelijke torens. Stel dat ook deze gelijk is, resulteert dit in een gelijkspel, waarbij niemand een kist krijgt of daalt/stijgt in trofeeën. 

### Kaarten
Kaarten zijn de enige manier om vijandige torens te vernietigen. Elke kaart heeft een eigen hoeveelheid elixir die het kost om de kaart in te zetten in de arena. Een speler speelt altijd met een door hem/haarzelf samengestelde deck van kaarten. Kaarten zijn ingedeeld in vijf zeldzaamheden: gewoon, zeldzaam, episch, legendarisch en kampioen. Kaarten zijn te verkrijgen uit verschillende soorten kisten, die zijn te winnen in gevechten, door beloningen of in de in-gamewinkel gekocht kunnen worden. Ook is het mogelijk om kaarten rechtstreeks uit de winkel te kopen. Wanneer een speler voldoende kaarten verzameld heeft voor een vereiste upgrade, is het mogelijk om de kaart te upgraden voor een bepaalde hoeveelheid goud. Elke kaart kan geüpgraded worden tot maximaal level 14. Met elke upgrade wordt een kaart sterker. Er zijn drie soorten kaarten:

#### Troepen
Troepen zijn eenheden die vijandelijke troepen en gebouwen aanvallen. Binnen de troepen is er veel variatie. Zo zijn er troepen die alleen gebouwen aanvallen, die alleen grondtroepen of juist luchttroepen aanvallen. Ook zijn er troepen die andere troepen van hun eigen team kunnen genezen.

#### Gebouwen
Gebouwen zijn kaarten die niet bewegen en die net zoals torens troepen aanvallen. Sommige gebouwen vallen alleen grondtroepen aan, of juist alleen luchttroepen. Ook zijn er gebouwen die troepen kunnen voortbrengen, zoals de barbarenhut. Alle gebouwen verliezen naarmate de tijd verstrijkt levenspunten en kunnen niet genezen worden.

#### Spreuken
Spreuken zijn kaarten die door de speler op een bepaalde plaats in de arena kunnen worden ingezet, en die alle gebouwen en troepen in dat gebied beschadigt. Ook zijn er spreuken die troepen op een bepaalde plaats neerzetten, zoals de kerkhofspreuk, of spreuken die de bewegingssnelheid van troepen verhogen, zoals de woedespreuk.

###### Kaartevoluties
Kaartevoluties zijn speciale versies van kaarten die al bestaan. Ze zijn geïntroduceerd samen met koningslevel 15 op 21 juni 2023. Er zijn er nu 15 (de barbaren, mortier, koninklijke reus, skeletten, de vuurwerkster, vleermuizen, ijsgeest, valkyrie, muurbrekers, zap, tesla, bommenwerper, boogschutters, koninklijke rekruten en de ridder) die een evolutie hebben. Een speler krijgt ze door evolutiescherven te besteden aan een kaart. Deze kan hij vinden in de pass royale, seizoenswinkel en offers. Het deck heeft een slot waar kaartevoluties in gezet kunnen worden met maximaal één per deck, maar vanaf koning level 54 speelt men een tweede slot vrij in zijn deck waar men kaartevoluties kan inzetten. Als spelers de evolutie hebben, kunnen zij de evolutie spelen door een kaart een aantal keer te spelen. Hoe vaak spelers na elkaar een kaart moeten inzetten, hangt af van kaart tot kaart.

## Clans
Net als bij Clash of Clans, Brawl Stars en Boom Beach hebben spelers ook bij spellen van Supercell de mogelijkheid om zich bij zogenaamde "clans" aan te sluiten en samen met vrienden en clangenoten het spel te spelen. Tevens hebben deelnemers van clans de mogelijkheid tot deelname aan speciale evenementen om samen met clangenoten beloningen te verdienen. In de geschiedenis van Clash Royale zijn er drie van dit soort speciale evenementen geweest.

### De Clankist
De Clankist was een functie waarvoor spelers afzonderlijk of samen in twee-tegen-tweegevechten kronen moesten verdienen om een kist te verkrijgen. Elke keer een clan een bepaalde  hoeveelheid kronen behaalde, werden de beloningen die de kist bevatte steeds beter. Het evenement duurde drie dagen, van vrijdag tot zondag. Het werd toegevoegd op 19 december 2016 en verwijderd op 25 april 2018, bij de introductie van Clanoorlogen.

### Clanoorlogen (1)
Op 25 april 2018 werden Clanoorlogen toegevoegd. In de eerste versie van clanoorlogen bestond uit twee fasen. De eerste fase bestond uit de verzameldag, waarin clanleden in verschillende spelmodi gevechten spelen en na het gevecht werd, (afhankelijk van het resultaat van het gevecht) een kist gegeven met een bepaalde hoeveelheid kaarten die naar de oorlogsverzameling van de clan gingen. Wanneer tien spelers de verzameldaggevechten hebben voltooid, plaatst de clan zich voor fase 2. Fase 2 is de oorlogsdag, waarin clans met de tijdens de verzameldaggevechten verdiende kaarten het opnemen tegen spelers van andere clans. Afhankelijk van de hoeveelheid gewonnen gevechten wint de clan beloningen.

### Clanoorlogen (2)
Op 31 augustus 2020 werd de eerste versie van clanoorlogen verwijderd en werd Clanoorlogen 2 toegevoegd. In deze versie vechten vijf clans tegen elkaar via een "rivierrace". De clan kan beloningen verdienen door de rivierrace zo snel mogelijk te voltooien. Om de race te voltooien moet de clan "roem" verdienen door riviertaken te doen. Riviertaken zijn te vinden aan de oevers van de rivier. De riviertaken omvatten normale gevechten, duels (best-of-tree-gevechten) en wekelijks wisselende spelmodi. Ook hebben spelers de mogelijkheid om rivierboten van andere clans aan te vallen in "boat battles". Deze versie maakt voor meerdere clans mogelijk om clantrofeeën te krijgen

## Clash Royale League
Clash Royale League (CRL) is een evenement waar de beste Clash Royale spelers het tegen elkaar opnemen. In 2017 werd het voor het eerst georganiseerd met een prijzenpot van maar liefst 400.000 USD, waarbij de winnaar 150.000 USD kreeg. Elk jaar wordt dit evenement opnieuw georganiseerd. Hoe spelers hieraan kunnen deelnemen, verandert elk jaar. 

## Kritiek
De community van Clash Royale heeft al meermaals kritiek geuit op Supercell (de makers van het spel). Voor het pay-to-win aspect binnen de game zorgt vaak voor ophef. Na de 'update voor losers' kwamen er meerdere aanpassingen die het spel voor spelers die betalen enorm gemakkelijker maakten. Zo kwam er een soort abonnement dat spelers konden aangaan van 15 euro per maand voor enorm veel voordelen. Dit concept bestond al voor 5,99 euro, maar deze werd veel minder waardevol. Tot op vandaag is daar nog steeds geen gehoor aan gegeven vanuit Supercell, wat de community kwaad houdt.

## YouTube
Op het platform YouTube worden gameplays van Clash Royale gretig gedeeld. Hier is een lijst van de bekendste onder hen:
| naam:          | abonnees:    | taal:  |
| -------------- | ------------ | ------ |
| Clash with Ash | 862k         | Engels |
| SirTagCR       | 429k         | Engels |
| InShane        | 546k         | Engels |
| Galadon Gaming | 1,92 miljoen | Engels |
| MOLT           | 2,57 miljoen | Engels |
| kashmann       | 461k         | Engels |

## Prijzen
Clash Royale won de AMD eSports Audience Award van 2017.